# Klosstjärnen (Säfsnäs socken, Dalarna)
Klosstjärnen är en sjö i Ludvika kommun i Dalarna och ingår i Göta älvs huvudavrinningsområde.